# دون جونز (سياسي)
دون جونز (بالإنجليزية: Don Jones)‏ هو شخصية أعمال وسياسي أمريكي، ولد في 10 يوليو 1949 في شريفبورت في الولايات المتحدة. حزبياً، نشط في الحزب الديمقراطي.